# Abgeordnetenwatch.de
abgeordnetenwatch.de es una página web que permite a ciudadanos alemanes cuestionar públicamente a sus representantes en el parlamento nacional (Bundestag), el Parlamento Europeo y los parlamentos alemanes federales e informa sobre sus votos. Es financiado por donaciones, anuncios y servicios extras a parlamentarios. Es un servicio sin fines de lucro.
Todas las publicaciones están moderadas para evitar insultos o discriminación.
Varios medios colaboran con abgeordnetenwatch.de: Der Spiegel, Süddeutsche Zeitung, Stern, Die Welt, Frankfurter Rundschau y Der Tagesspiegel.

## Premios
- 2010 Fairness Initiative Award[5]
- 2011 German Prize for Civic Engagement 2011[5]
- 2012 Boris Hekele de Parlamentwatch e.V. para www.abgeordnetenwatch.de: Wolfgang-Heilmann-Preis para el tema "Más democracia por tecnología de información"[6]
- 2013 Democracy Award by the National Democratic Institute in Washington 2013[7]

## Otros países
Se iniciaron proyectos similares en Irlanda, Austria, Luxemburgo y Túnez. Inspiró un proyecto similar también en Malasia.